# Saint-Étienne-de-Baïgorry
Saint-Étienne-de-Baïgorry (baskisch Baigorri) ist eine französische Gemeinde mit 1540 Einwohnern (Stand 1. Januar 2022) im Département Pyrénées-Atlantiques in der Region Nouvelle-Aquitaine (vor 2016: Aquitanien). Sie gehört zum Arrondissement Bayonne und war bis zu dessen Auflösung 2015 Hauptort des Kantons Saint-Étienne-de-Baïgorry, seither gehört sie zum Kanton Montagne Basque.

## Geographie
Saint-Étienne-de-Baïgorry gehört zur baskischen Provinz Basse-Navarre und ist eine Gemeinde an der Grenze zu Spanien (etwa zwei Kilometer entfernt). Ortsteile sind:
| - Auzo ttipi - Bastida - Belexi - Berhoa - Borciriette - Eiheralde - Eraun alde - Etzaun alde - Etchaux | - Germieta ou Guermiette - Haritzalde - Iparragere - Izpegi - Karrika - Lamotainpareta - Landagarraia - Leizpartz - Licérasse | - Mokozainia - Oilarandoy - Okoze ou Occos - Otikoren - Plaza xoko - Quarraquey - Saint-Étienne - Urdoze ou Urdos |

Im Gemeindegebiet liegen folgende Berge:
- Adartza (1250 m)
- Munhoa (1021 m)
- Ahintziaga (905 m)
- Hautza (1306 m)
- Adi (1450 m)

sowie der Pass Col d’Ispéguy (672 m)
Nachbargemeinden sind: Bidarray im Norden, Saint-Martin-d’Arrossa im Nordosten, Irouléguy im Osten, Anhaux im Südosten, Banca im Süden. Der Ort liegt im Tal des Flusses Nive des Aldudes.

## Geschichte
Der Ortsname trat in der Vergangenheit in verschiedenen Formen auf: Vallis que dicitur Bigur (980), Beguer, Beigur, Baigur und Baigorrie (1238), Sanctus-Stephanus de Bayguerr (1335), Sant-Esteban (1513), Baygorri (1650) und Thermopile (1793).
Der Ortsname „Licérasse“ tritt auf als: Liçaraçu (1402), Licarasse (1445), Lizarazu (1525), Lizaraçu (1621) Licerasse (1863).
| Bevölkerungsentwicklung | Bevölkerungsentwicklung | Bevölkerungsentwicklung | Bevölkerungsentwicklung | Bevölkerungsentwicklung | Bevölkerungsentwicklung | Bevölkerungsentwicklung | Bevölkerungsentwicklung | Bevölkerungsentwicklung |
| ----------------------- | ----------------------- | ----------------------- | ----------------------- | ----------------------- | ----------------------- | ----------------------- | ----------------------- | ----------------------- |
| Jahr                    | 1962                    | 1968                    | 1975                    | 1982                    | 1990                    | 1999                    | 2009                    | 2022                    |
| Einwohner               | 2181                    | 2022                    | 1783                    | 1691                    | 1565                    | 1525                    | 1618                    | 1.540                   |

## Sehenswürdigkeiten
- Zwei protohistorische Lagerstätten in Lamotainpareta und Quarraquey
- Manoir oder Château de Licerasse/Lizarazu (1366)
- Maison fort Jauregia d'Urdos (14./17. Jahrhundert)
- "römische" Brücke aus dem 17. Jahrhundert
- Château d'Etxauz (Etchauz) (1555)
- Bauernhof Itze (17. Jahrhundert), der Bauernhof Makozain und das Maison Martinxoloenia
- Schmiede von Etchaux (17. Jahrhundert)
- Bauernhöfe Berhoa, Itturaldea, Jokoberro und das Maison Zuburia (18. Jahrhundert)
- Kapelle Saint-Laurent-de-Guermiette (14. Jahrhundert)
- Kapelle Saint-Sauveur-d'Occos (14. Jahrhundert)
- Kapelle von Urdos (17. Jahrhundert)
- Kapelle Notre-Dame (18. Jahrhundert)
- Kirche Saint-Étienne (ab 1253)

## Persönlichkeiten
- Bertrand d'Echaux († 1618), Bischof von Bayonne 1598–1618
- Jean Isidore Harispe (1768–1855), Marschall von Frankreich